# Judy Canty
Judy Canty, född 5 oktober 1931, död 9 juli 2016, var en australisk friidrottare. Hon deltog vid olympiska sommarspelen 1948.